# Shiran Tower
Shiran Tower (dříve budova Výzkumného ústavu matematických strojů) je výšková budova v pražských Vokovicích, v těsném sousedství areálu bývalého národního podniku Aritma Vokovice a na kraji přírodní rezervace Divoká Šárka. Je 73 metrů vysoká a má 16 podlaží. Byla postavena v roce 1971. Budova slouží k administrativním účelům a nabízí kancelářské prostory k pronájmu. Celková vnitřní plocha budovy je 10 347 m², kancelářské prostory zabírají 6 218 m². Je to 23. nejvyšší budova v ČR (2016). Konstrukční systém budovy tvoří montovaný železobetonový skelet.
V roce 2002 stavba prošla rozsáhlou rekonstrukcí.